# Robert Wilkinson (homme politique canadien)
Pour les articles homonymes, voir Robert Wilkinson et Wilkinson.
Robert Wilkinson (8 février 1888–4 janvier 1967) est un homme politique canadien de la Colombie-Britannique. Il est député provincial libéral de la circonscription britanno-colombienne de Vancouver-Point-Grey de 1933 à 1937,.
Wilkinson meurt à Vancouver à l'âge de 78 ans.